# Estação Union (TTC)
Union é a principal estação ferroviária de Toronto, Ontário, Canadá. É a estação mais meridional do metrô da cidade. É também uma das estações mais movimentadas do sistema de transporte público da cidade, sendo também uma das estações de metrô mais movimentadas da linha de metrô de Toronto, e sendo o término de seis linhas de superfície (dois bondes, que estão entre as mais movimentadas da cidade, e quatro de ônibus). Embora a estação disponha de um terminal servindo tais linhas de superfície, este terminal não é integrado. Passageiros desejando transferir-se entre linhas de superfície e o metrô precisam de um transfer.
A Union Station é o término dos trens da GO Transit, bem como um centro de operações da VIA Rail, que fazem da Union Station o centro de transportes mais movimentado do Canadá, mais movimentado inclusive do que o Aeroporto Internacional de Toronto, e uma das estações ferroviárias mais movimentadas da América do Norte. Diversas companhias ferroviárias possuem sua sede na estação.
A construção da Union Station, pela Canadian Pacific Railway e pela Grand Trunk Railway, data de 1913, tendo sido inaugurada em 6 de agosto de 1927. É administrada atualmente pela prefeitura de Toronto, e é uma famosa atração turística da cidade.